# マリア・パヴロヴナ (ザクセン＝ヴァイマル＝アイゼナハ大公妃)
マリア・パヴロヴナ（ロシア語: Мария Павловна, ラテン文字転写: Maria Pavlovna, 1786年2月16日 - 1859年6月23日）は、ザクセン＝ヴァイマル＝アイゼナハ大公カール・フリードリヒの妃。ロシア皇帝パーヴェル1世の三女、母は皇后マリア・フョードロヴナ。ロシア大公女。
ドイツ語名はマリア・パヴロヴナ・フォン・ルスラント（Maria Pawlowna von Russland）。

## 生涯
サンクトペテルブルクで生まれ、パヴロフスクで育った。幼い頃に種痘を受け、軽度の天然痘を発症したため容姿を損ない、可愛らしい少女ではないと思われていた。祖母エカチェリーナ2世は、マリアのピアノの才能を認めながらも、マリアが男の子に生まれれば良かったと言っていた。マリアの音楽教師はイタリアの作曲家ジュゼッペ・サルティだった。1804年、マリアはザクセン＝ヴァイマル＝アイゼナハ大公カール・フリードリヒと結婚し、ヴァイマルへ移る前にサンクトペテルブルクで9か月暮らした。
マリアは芸術と同じくらい科学に興味をもち、どちらかといえば文化的に後進国だとみられていたザクセン＝ヴァイマル＝アイゼナハ大公国に、豊かな文化財産をもたらした。マリアは生涯を通じてヴァシーリー・ジュコーフスキーと文通し、フリードリヒ・フォン・シラーは彼女に遺作となった詩を捧げている。彼女はイェーナ大学に10の学科をもうけ、アレクサンダー・フォン・フンボルトを招聘した。晩年にはフランツ・リストを宮廷に招いており、1850年8月にはリスト指揮でリヒャルト・ワーグナーの『ローエングリン』の初演がヴァイマルで行われた。リストのピアノ曲『コンソレーション』は彼女が作曲した主題が一部に用いられており、彼女に献呈された。
1853年にカール・フリードリヒと死別すると、公的な場から退いた。ロシア訪問は、1855年の甥アレクサンドル2世の戴冠式に出席するための旅行が最後となった。4年後の1859年にヴァイマルで死去し、カール・フリードリヒらが眠る大公家墓所内に彼女のために建造された、ロシア正教会聖堂に埋葬された。

## 子供
- パウル・アレクサンダー（1805年-1806年）
- マリー・ルイーゼ（1808年 - 1877年） - プロイセン王フリードリヒ・ヴィルヘルム3世の三男フリードリヒ・カールと結婚
- アウグスタ（1811年 - 1890年） - ドイツ皇帝ヴィルヘルム1世と結婚
- カール・アレクサンダー（1818年 - 1901年） - ザクセン＝ヴァイマル＝アイゼナハ大公